# Pteris liboensis
Pteris liboensis är en kantbräkenväxtart som beskrevs av P.S.Wang. Pteris liboensis ingår i släktet Pteris och familjen Pteridaceae. Inga underarter finns listade.